# Brahui (Sprache)

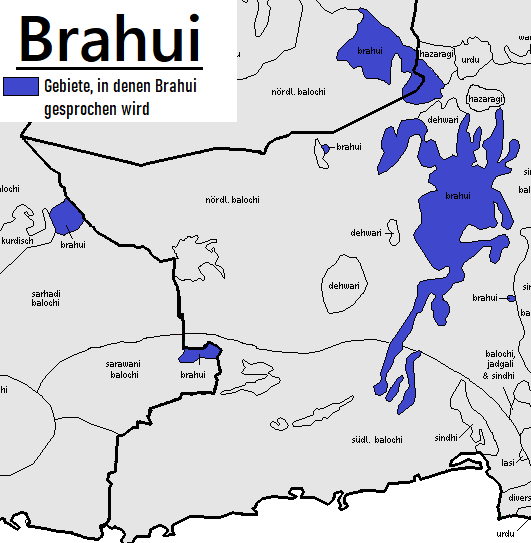
Gebiete, in denen Brahui gesprochen wird

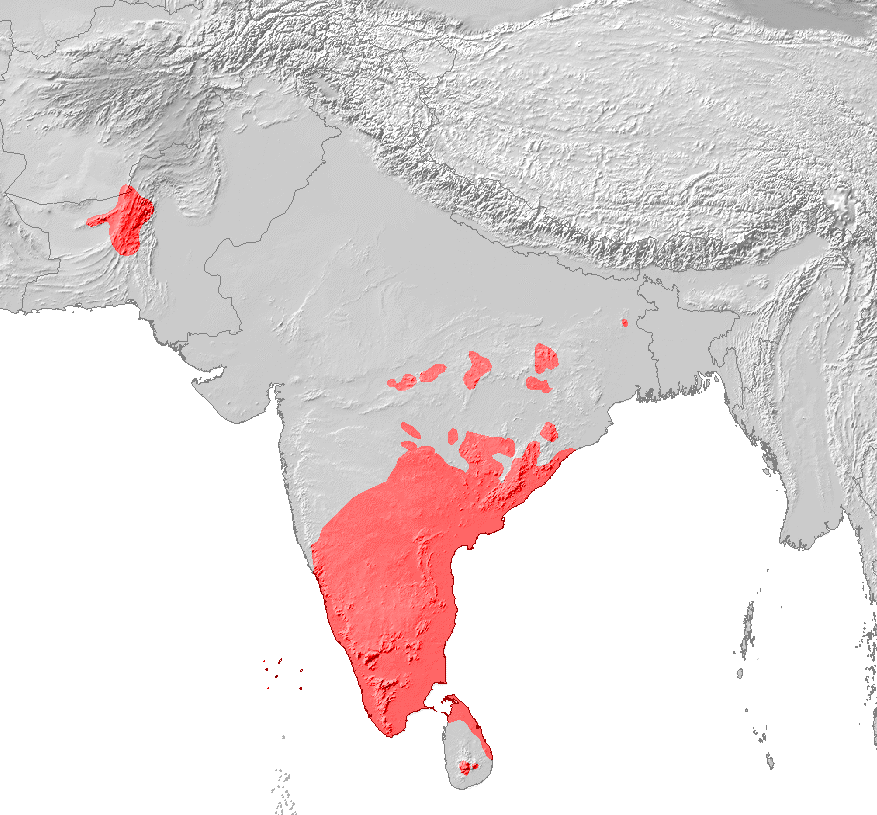
Verbreitungsgebiet der dravidischen Sprachen; im äußersten Nordwesten (links oben) das Verbreitungsgebiet von Brahui

Brahui (brāhōī) ist eine in Pakistan, Afghanistan und Iran gesprochene Sprache aus der Sprachfamilie der dravidischen Sprachen. Sie wird zusammen mit Kurukh und Malto zum norddravidischen Zweig dieser Sprachfamilie gezählt.
Die Sprecher des Brahui sind Angehörige des gleichnamigen halbnomadischen Volksstamms in Belutschistan. Die meisten von ihnen leben in Pakistan im Gebiet von Quetta, Mastung, Kalat und Las Bela. Kleinere Gruppen von Brahui-Sprechern finden sich auch in der Shorawak-Wüste in Afghanistan sowie im iranischen Sistan. Seit Ende des 19. Jahrhunderts lebt eine geringe Zahl von Brahui-Sprechern auch in der Oase Merw in Turkmenistan. Viele Brahui leben auch als Wanderarbeiter in den Großstädten Pakistans. Viele Angehörige des Brahui-Stammes sprechen auch Belutschisch als Muttersprache oder sind zweisprachig. Daher sind auch exakte Sprecherzahlen schwer zu ermitteln: Ethnologue gibt die Anzahl der Brahui-Sprecher mit 2,2 Millionen an, während Elfenbein 1998 von 100.000 Erstsprachlern und 300.000 Zweitsprachlern ausgeht.
Historische Berichte über die Brahuis gibt es erst ab dem 17. Jahrhundert, als sie sich zusammen mit den Belutschen und Angehörigen des Dehwar-Stammes zum Khanat von Kalat zusammenschlossen. Dieser halbselbstständige Staat hatte bis 1948 Bestand. Der Name Brahui leitet sich über die Siraiki-Form brāhō vom Namen Ibrahim ab. Die Vorgeschichte der Sprache ist gänzlich ungeklärt. Die Lage des Brahui-Sprachraums im Nordwesten des indischen Subkontinents, fernab der übrigen, größtenteils in Südindien gesprochenen Sprachen der Familie, hat für viele Spekulationen gesorgt. So gehen manche Forscher davon aus, dass die Brahuis bereits während der Einwanderung der Draviden nach Indien vor 5000 Jahren das Gebiet erreichten. Auch für die Theorie, die Sprache der Indus-Kultur sei dravidisch gewesen, ist das Vorhandensein von Brahui herangezogen worden. Andere Forscher gehen dagegen davon aus, dass die Brahuis erst zwischen 800 und 1100 n. Chr. aus dem zentralindischen Dekkan einwanderten.
Die meisten Brahui-Sprecher sind Analphabeten, dennoch hat die Sprache eine gewisse literarische Tradition. Das älteste bekannte brahuisprachige Werk ist das aus 1.275 Versen bestehende Tuḥfat al-ʿajāʾib des Dichters Malikdad Gharshin Qalati (1760). Ende des 19. Jahrhunderts bemühten sich islamische Deobandis darum, aus Brahui eine Schriftsprache zu machen. Dazu schufen sie eine Orthografie in der persisch-arabischen Schrift nach Vorbild des Urdu. Im 20. Jahrhundert wurde die Brahui-Vereinigung (Brāhūī Jamāʿat) gegründet, um die Brahui-Literatur zu fördern. Seit 1966 übernimmt die Brahui-Akademie in Quetta diese Aufgabe.
Brahui wird in einen nördlichen Dialekt, Sarawan, und einen südlichen Dialekt, Jahlawan, eingeteilt. Diese unterscheiden sich aber nicht allzu stark voneinander. Brahui ist stark von den umgebenden indogermanischen Sprachen, insbesondere Belutschisch, beeinflusst worden. Dies zeigt sich besonders deutlich im Wortschatz, wo nur 10 Prozent der Wörter dravidischen Ursprungs sind. 20 Prozent des Wortschatzes stammen aus dem Belutschischen, 30 Prozent aus dem Persischen und dem Arabischen, bei 40 Prozent ist der Ursprung ungeklärt. Selbst von den Zahlwörtern sind nur die ersten drei dravidisch (1 asi(ṭ ), 2 irā(ṭ ), 3 musi(ṭ )), die übrigen sind aus dem Belutschischen entlehnt (4 čār, 5 panč, 6 šaš, 7 haft, 8 hašt, 9 nō(h), 10 dah).
Ein in Pakistan bekannter Brahui-Sänger ist Babul Jan.